# Put It on the Line
Put It on the Line - kolaboracyjny album amerykańskich raperów, Ghostface Killah i Trife Da God, wydany 18 listopada 2005 roku nakładem wytwórni Starks Enterprises. Limitowana edycja albumu zawiera dodatkowy dysk z koncertem nagranym w Nowym Jorku. 

## Lista utworów
| CD #1 | CD #1                                                    | CD #1         | CD #1   |
| Nr    | Tytuł utworu                                             | Producent     | Długość |
| ----- | -------------------------------------------------------- | ------------- | ------- |
| 1.    | „Cocaine Trafficking”                                    | Anthony Acid  | 3:01    |
| 2.    | „Put It On The Line”                                     | Look Out Ent. | 2:58    |
| 3.    | „Struggle”                                               | Nottz         | 2:40    |
| 4.    | „Hustle Hard”                                            | Look Out Ent. | 3:36    |
| 5.    | „Event”                                                  | Emile         | 3:19    |
| 6.    | „Gangsta Shit” (feat. Tommy Whispers)                    | MoSS          | 4:16    |
| 7.    | „Fire”                                                   | Jim Bond      | 3:20    |
| 8.    | „Project Soap Operas” (feat. Tommy Whispers, Kryme Life) | Animal House  | 4:34    |
| 9.    | „Warning (Club Mix)”                                     | Phenom        | 3:25    |
| 10.   | „Outta The Way” (feat. Shawn Wigs)                       | Anthony Acid  | 2:33    |
| 11.   | „Drugz”                                                  | Dirty Dean    | 3:50    |
| 12.   | „Milk 'Em”                                               | Anthony Acid  | 2:18    |
| 13.   | „Late Night Arrival” (feat. Shawn Wigs)                  | J-Love        | 2:19    |
| 14.   | „Man Up” (feat. Sun God)                                 | Anthony Acid  | 4:10    |
| 15.   | „Game Time” (feat. Tommy Whispers)                       | Emile         | 3:55    |
| 16.   | „The Watch” (feat. Raekwon)                              | RZA           | 3:05    |
| 17.   | „Ghost & Giancana” (feat. Kool G Rap)                    | Da Beatminerz | 2:25    |
| 18.   | „The Sun” (feat. RZA, Raekwon, Slick Rick)               | RZA           | 3:23    |
|       |                                                          |               | 59:07   |

| Limitowana wersja DVD — koncert w Nowym Jorku (9 października 2005) | Limitowana wersja DVD — koncert w Nowym Jorku (9 października 2005) | Limitowana wersja DVD — koncert w Nowym Jorku (9 października 2005) | Limitowana wersja DVD — koncert w Nowym Jorku (9 października 2005) |
| Nr                                                                  | Tytuł utworu                                                        | Oryginalny album                                                    | Długość                                                             |
| ------------------------------------------------------------------- | ------------------------------------------------------------------- | ------------------------------------------------------------------- | ------------------------------------------------------------------- |
| 1.                                                                  | „Intro”                                                             |                                                                     |                                                                     |
| 2.                                                                  | „Criminology”                                                       | Only Built 4 Cuban Linx…                                            |                                                                     |
| 3.                                                                  | „Saturday Night”                                                    | Supreme Clientele                                                   |                                                                     |
| 4.                                                                  | „Interlude”                                                         |                                                                     |                                                                     |
| 5.                                                                  | „Ice Cream” (feat. Cappadonna)                                      | Only Built 4 Cuban Linx…                                            |                                                                     |
| 6.                                                                  | „Nutmeg”                                                            | Supreme Clientele                                                   |                                                                     |
| 7.                                                                  | „Apollo Kids”                                                       | Supreme Clientele                                                   |                                                                     |
| 8.                                                                  | „Child's Play”                                                      | Supreme Clientele                                                   |                                                                     |
| 9.                                                                  | „Interlude”                                                         |                                                                     |                                                                     |
| 10.                                                                 | „Holla”                                                             | The Pretty Toney Album                                              |                                                                     |
| 11.                                                                 | „One Blood” (feat. Masta Killa)                                     | The W                                                               |                                                                     |
| 12.                                                                 | „4th Chamber” (feat. Killah Priest)                                 | Liquid Swords                                                       |                                                                     |
| 13.                                                                 | „Liquid Swords” (feat. GZA)                                         | Liquid Swords                                                       |                                                                     |
| 14.                                                                 | „Shimmy Shimmy Ya”                                                  | Return to the 36 Chambers: The Dirty Version                        |                                                                     |
| 15.                                                                 | „Run”                                                               | The Pretty Toney Album                                              |                                                                     |
| 16.                                                                 | „Interlude / Sun God Freestyle”                                     |                                                                     |                                                                     |
| 17.                                                                 | „Be Easy”                                                           | Fishscale                                                           |                                                                     |
| 18.                                                                 | „Be This Way”                                                       | The Pretty Toney Album                                              |                                                                     |
| 19.                                                                 | „Girls to the Stage”                                                |                                                                     |                                                                     |
| 20.                                                                 | „Mighty Healthy”                                                    | Supreme Clientele                                                   |                                                                     |
| 21.                                                                 | „Stay True”                                                         | Supreme Clientele                                                   |                                                                     |
| 22.                                                                 | „Outro”                                                             |                                                                     |                                                                     |